# 結集
結集（けつじゅう、梵: संगीति、saṃgīti, サンギーティ）とは、仏教の経・論・律（三蔵）をまとめた編集会議のことである。「結集」のサンスクリット語の本来の意味は「ともに唱えること」であった。比丘たちが集まって釈迦の教えを誦出（じゅしゅつ）し、互いの記憶を確認しながら、合議のうえで正統な教義を確認した事業を結集と呼んでいる。
釈迦の死後、しばらくの間は経典として書き表すこと（文章化）が忌避され、その教えはもっぱら記憶や暗唱を頼りとして受け継がれていた。そのため、その散逸を防ぎ、異説の生じることを防いで教団の統一をはかる目的で結集が行われた。

## 第1回
伝承によると、釈迦（ブッダ）入滅後、王舎城（ラージャグリハ）郊外の七葉窟（しちようくつ）に500人の比丘（大勢の比丘＝修行者という意味）が集まり、最初の結集が開かれたという（五百結集または王舎城結集）。
このときは、摩訶迦葉（マハーカーシャパ）が座長となり、阿難（アーナンダ）と優波離（ウパーリ）が、それぞれ 法（Dharma）と 律（Vinaya）の編集責任者となった。マガダ国の阿闍世王（アジャータシャトル）が大檀越としてこれを外護（げご）したといわれる。また、文殊菩薩は十大弟子とも親しく、この結集に参加したとの伝承がある。

## 第2回
その後のインドにおける結集には、仏滅後100年頃、戒律上の異議が生じたことを契機に、毘舎離（ヴァイシャーリー）で700人の比丘を集めて開かれたとされる第2回結集（七百結集）がある。婆沙論によれば、アショーカ王の時代に根本分裂が起きた事になっている。南伝の『マハーワンサ』によればシシュナーガ朝のカーラーショーカ王の治世においてであるとしている。

## 第3回
南伝によれば、ブッダ入滅後200年にあたるマウリヤ朝第3代アショーカ王（阿育王）の治下、モッガリプッタ・ティッサ（目犍連帝須）による提唱と主宰の下で華氏城（けしじよう、パータリプトラ）で1000人の比丘を集めて行われた（千人結集）。紀元前3世紀半ばとされる。
北伝の説一切有部の伝承では、紀元後2世紀頃クシャーナ朝のカニシカ王のもとで、カシミールの比丘500人を集めて開かれた結集があったとされる。
他の部派の記録には3回以降が行われた記録は見当たらない。

## 第4回
南伝では、紀元前1世紀、ヴァッタガーマニ・アバヤ王の治世に、スリランカのアルヴィハーラ石窟寺院にて、500人の比丘を集めて第4結集が行われたとされる。

## 近代以降

### 第5回
1871年、英国に併合される（1886年）前のビルマコンバウン朝のミンドン王治世、新首都マンダレーにて、第5結集が行われた。

### 第6回
1954年、ビルマのヤンゴン（ラングーン）にて、第6結集が行われた。現在、大蔵出版から刊行されている片山一良訳『パーリ仏典』シリーズは、この第6結集本を底本としている。

## 伝承の異同その他
第3回の結集については南伝仏教と北伝仏教では伝承の内容が一致していない。
なお、結集には大乗経典の伝説（『プトゥン仏教史』ほか）もあり、文殊菩薩と弥勒菩薩が阿難とともに鉄囲山の外で行われた（『八千頌般若経』、『大智度論』）などともいわれているが、これも、あくまでも言い伝えであって確証されたものではない。